# Spatalina argentata
Spatalina argentata är en fjärilsart som beskrevs av Moore 1879. Spatalina argentata ingår i släktet Spatalina och familjen tandspinnare. Inga underarter finns listade i Catalogue of Life.